# Božo Barać
Božo Barać (Zagabria, 18 maggio 1979) è un ex cestista croato.